# 956 a.C.

## Eventos
- Nadabe volta a ser rei de Israel.